# Lobain
Der Lobain (Rio Lobain) ist ein temporäres Flusssystem an der Nordküste Osttimors. Nur während der Regenzeit sammelt sich Wasser im Flussbett im Suco Sabuli (Verwaltungsamt Metinaro, Gemeinde Dili) und fließt weiter nach Norden. Von Westen her mündet der Fluss Sabuli in den Lobain, bevor er im Westen der Ortschaft Metinaro und östlich der Bucht von Hatarairun Ulun die Straße von Wetar erreicht.